# Tổng cục Thuế vụ Quốc gia (Trung Quốc)
Tổng cục Thuế vụ Quốc gia (STA, Tiếng Trung: 国家税务总局) là một cơ quan ngang Bộ trong Chính phủ Trung Quốc. Nó chịu sự chỉ đạo của Quốc vụ viện, chịu trách công tác thuế và thực thi luật thu Ngân sách Nhà nước. Trước đây, cơ quan này có tên là Cơ quan Quản lý Nhà nước về Thuế.

## Lịch sử
Ngày 28 tháng 11 năm 1949, Quốc vụ viện Chính phủ Nhân dân Trung ương quyết định thành lập Cơ quan Quản lý Nhà nước về Thuế. Ngày 1 tháng 1 năm 1950, cơ quan này trực thuộc Bộ Tài chính Chính phủ Nhân dân Trung ương được thành lập trước đó vào ngày 1 tháng 10 năm 1949. Tháng 4 năm 1993, Cơ quan Quản lý Nhà nước về Thuế được đổi thành Tổng cục Thuế vụ Quốc gia trực thuộc Quốc vụ viện. Tháng 12 năm 1993, các quy định về thể chế của Cơ quan Quản lý Nhà nước về Thuế được điều chỉnh thành cấp Bộ.
Ngày 17 tháng 3 năm 2018, Kỳ họp thứ nhất Đại hội đại biểu nhân dân toàn quốc lần thứ 13 đã thông qua "Quyết định của Kỳ họp thứ nhất Đại hội đại biểu nhân dân toàn quốc lần thứ 13 về Chương trình cải cách thể chế Quốc vụ viện" và thông qua "Chương trình cải cách thể chế của Quốc vụ viện. Kế hoạch này quy định về Cải cách hệ thống quản lý và thu thuế trung ương và địa phương. Sáp nhập các cơ quan thuế trung ương và địa phương cấp tỉnh, phân cấp trách nhiệm cụ thể về quản lý và thu thuế, phi thuế trong phạm vi thẩm quyền. Sau khi sáp nhập các cơ quan thuế quốc gia và các Cục thuế Nhà nước sẽ được hoàn thiện hệ thống lãnh đạo và quản lý kép (Chính quyền tỉnh, thành phố và Quốc vụ viện).
Ngày 15 tháng 6 năm 2018, hợp nhất tại các chi cục thuế địa phương ở các tỉnh, khu tự trị và thành phố trực thuộc trung ương theo kế hoạch phát triển kinh tế và xã hội quốc gia. Tên của Cục thuế sẽ là "Cục thuế quản lý nhà nước tỉnh (khu tự trị, thành phố) khóa XX”. Theo kế hoạch, trước cuối tháng 7 năm 2018, cục thuế thành phố và quận, huyện sẽ từng bước hoàn thành các nội dung cải cách như sáp nhập và đặt tên mới. Ngày 5 tháng 7, sau khi hợp nhất các chi cục thuế địa phương thuộc các cục thuế thì chỉ còn 535 chi cục thuế trực thuộc.

## Cơ cấu tổ chức
- Tổng cục trưởng: Vương Quân
- Phó Tổng cục trưởng: Nhậm Vinh Phát
- Phó Tổng cục trưởng: Diêu Lai Anh
- Phó Tổng cục trưởng: Lưu Lệ Kiên
- Phó Tổng cục trưởng: Vương Đạo Thụ
- Phó Tổng cục trưởng: Triệu Tĩnh
- Ủy viên Đảng ủy, Trưởng ban Giám sát kỷ luật: Ngô Hải Anh
- Tổng Kinh tế trưởng: Hác Quân Huy
- Tổng Tham mưu trưởng: Nhiêu Lập Tân

### Tổ chức Trung ương
- Văn phòng Tổng hợp
- Vụ Chính sách Pháp chế
- Vụ Thuế Hàng hóa và Dịch vụ
- Vụ Quản lý Thuế thu nhập doanh nghiệp
- Vụ Thuế Tài sản và Hành vi
- Vụ Thuế Quốc tế
- Vụ Phí Bảo hiểm Xã hội (Vụ Thu nhập Phi thuế)
- Cục Kế hoạch và Kế toán Doanh thu
- Vụ Phục vụ Thu thuế
- Cục Quản lý Phí và Phát triển Công nghệ
- Cục Quản lý Thuế Doanh nghiệp lớn
- Cục Thanh tra Thuế
- Cục Quản lý Tài chính
- Cục Thanh tra Kiểm toán Nội bộ
- Cục Tổ chức Cán bộ
- Cục Cán bộ Hưu trí

### Tổ chức địa phương
- Cục Thuế Thành phố Bắc Kinh
- Cục Thuế Thành phố Thượng Hải
- Cục Thuế Thành phố Thiên Tân
- Cục Thuế Thành phố Trùng Khánh
- Cục Thuế tỉnh Hà Bắc
- Cục Thuế tỉnh Sơn Tây
- Cục Thuế tỉnh Cát Lâm
- Cục Thuế tỉnh Liêu Ninh
- Cục Thuế tỉnh Hắc Long Giang
- Cục Thuế tỉnh Thiểm Tây
- Cục Thuế tỉnh Cam Túc
- Cục Thuế tỉnh Thanh Hải
- Cục Thuế tỉnh Sơn Đông
- Cục Thuế tỉnh Phúc Kiến
- Cục Thuế tỉnh Chiết Giang
- Cục Thuế tỉnh Hà Nam
- Cục Thuế tỉnh Hồ Bắc
- Cục Thuế tỉnh Hồ Nam
- Cục Thuế tỉnh Giang Tây
- Cục Thuế tỉnh Giang Tô
- Cục Thuế tỉnh An Huy
- Cục Thuế tỉnh Quảng Đông
- Cục Thuế tỉnh Hải Nam
- Cục Thuế tỉnh Tứ Xuyên
- Cục Thuế tỉnh Quý Châu
- Cục Thuế tỉnh Vân Nam
- Cục Thuế khu tự trị Nội Mông
- Cục Thuế khu tự trị Tân Cương
- Cục Thuế khu tự trị Ninh Hạ
- Cục Thuế khu tự trị dân tộc Choang Quảng Tây
- Cục Thuế khu tự trị Tây Tạng
- Cục Thuế Thành phố Đại Liên (cấp phó cục)
- Cục Thuế Thành phố Ninh Ba (cấp phó cục)
- Cục Thuế Thành phố Hạ Môn (cấp phó cục)
- Cục Thuế Thành phố Thanh Đảo (cấp phó cục)
- Cục Thuế Thành phố Thâm Quyến (cấp phó cục)

### Cơ quan điều phối
- Cơ quan Dữ liệu và Quản lý Rủi ro về Thuế
- Văn phòng Đặc phái viên Biệt sự Bắc Kinh
- Văn phòng Đặc phái viên Biệt sự Thẩm Dương
- Văn phòng Đặc phái viên Biệt sự Thượng Hải
- Văn phòng Đặc phái viên Biệt sự Quảng Châu
- Văn phòng Đặc phái viên Biệt sự Trùng Khánh
- Văn phòng Đặc phái viên Biệt sự Tây An

### Đơn vị trực thuộc
- Công ty Trách nhiệm Hữu hạn Xuất bản Thuế vụ Trung Quốc

## Lãnh đạo qua các thời kỳ

### Cục trưởng Cục Thuế, Bộ Tài chính
- Lý Dư Ngang (1949-1958)
- Nhậm Tử Lương (1961-1978)
- Lưu Chí Thành (1978-1984)
- Kim Hâm (1984-1988)

### Cục trưởng Cục Thuế Nhà nước
- Kim Hâm (1988-1993)

### Tổng cục trưởng Tổng cục Thuế vụ Quốc gia
- Kim Hâm (1993-1994)
- Lưu Trọng Lê (1993-3/1998, Bộ trưởng Tài chính kiêm nhiệm)
- Kim Nhân Khánh (3/1998-3/2003)
- Tạ Húc Nhân (3/2003-8/2007)
- Tiêu Tiệp (8/2007-3/2013)
- Vương Quân (3/2013-nay)